# 北苏州路
北苏州路是中國上海市一条东西向道路，沿苏州河北岸跨虹口区、闸北区两区。道路东起外白渡桥，西至西藏北路。全长1960米，宽9米到28米。
北苏州路由上海公共租界工部局分段修筑于1887年到1905年，因在苏州河北岸而得名。
北苏州路与多条南北向道路交汇，自东向西包括：大名路、吴淞路、乍浦路、四川北路、江西北路、河南北路、山西北路、福建北路、浙江北路、甘肃路、文安路、西藏北路。
北苏州路历来是苏州河航运要地，沿路多仓库，晚清时公济医院迁到四川北路口东侧，1915年在470号建成上海总商会（春申江家具店），1920年代在276号（四川北路口）建成上海邮政总局，1930年代在东端的20号建成百老汇大厦（上海大厦），340号（河南路口）建成河滨公寓。1028号跳蚤市场原为中国实业银行。